# ثومة (نهم)

تعديل مصدري - تعديل

ثومة هي إحدى قرى عزلة عيال صياد بمديرية نهم التابعة لمحافظة صنعاء، بلغ تعداد سكانها 1681 نسمة حسب تعداد اليمن لعام 2004.